# بحيرة مالطة
بحيرة مَالِطَة (بالبولندية: Jezioro Maltańskie، بالإنجليزية: Lake Malta) هي بحيرة اصطناعية تقع في مدينة بوزنان البولندية، تكونت عام 1952 نتيجة إحداث سد على نهر سيبينا (أحد روافد نهر فارتا).